# Diedrocephala erupa
Diedrocephala erupa är en insektsart som beskrevs av Young 1977. Diedrocephala erupa ingår i släktet Diedrocephala och familjen dvärgstritar. Inga underarter finns listade i Catalogue of Life.